# Horní Teplice
Horní Teplice (německy Ober Wekelsdorf) je část města Teplice nad Metují v okrese Náchod. Nachází se na severu Teplic nad Metují. V roce 2009 zde bylo evidováno 90 adres. V roce 2001 zde trvale žilo 119 obyvatel.
Horní Teplice je také název katastrálního území o rozloze 6,1 km2.

## Galerie

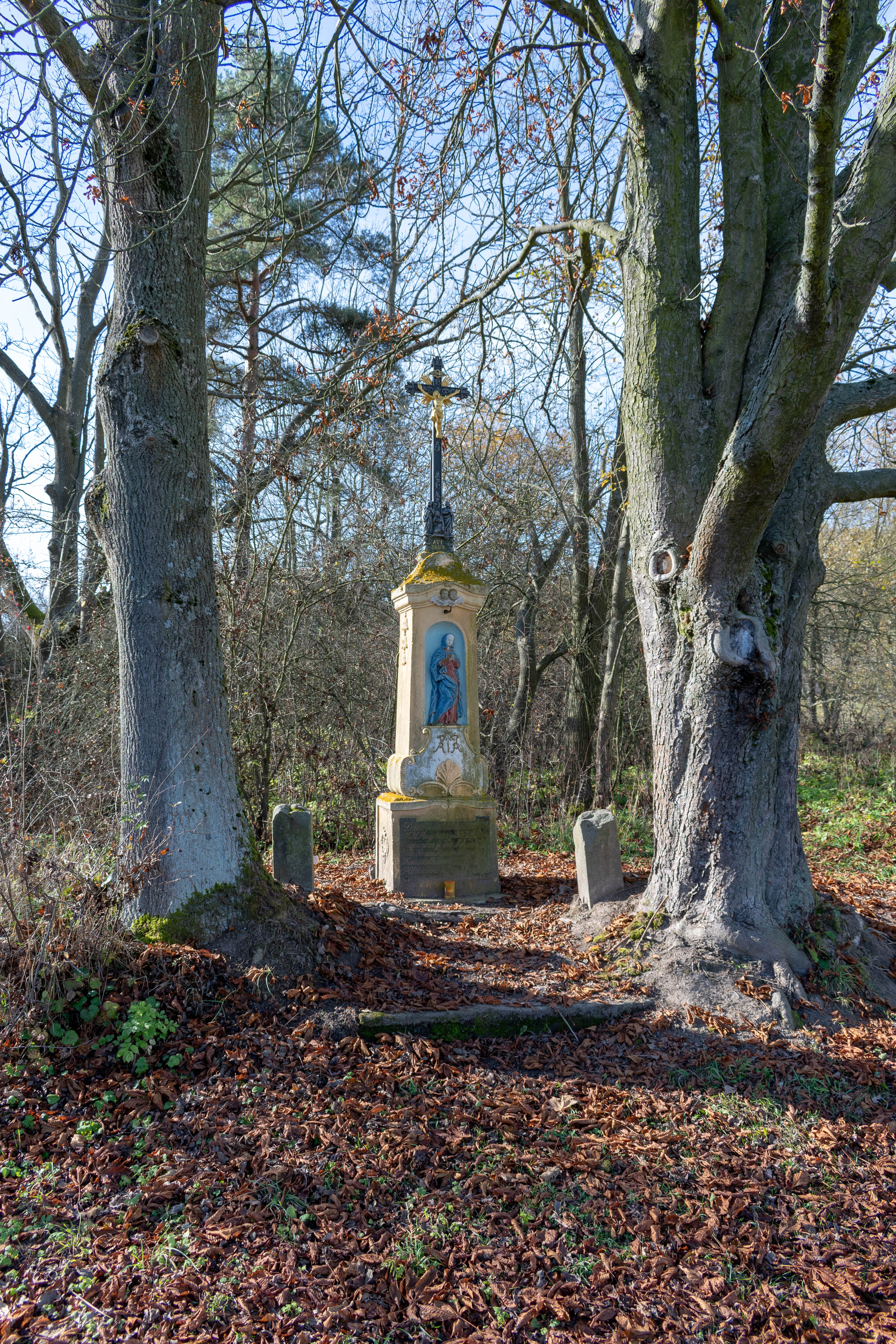
Křížek nad obcí
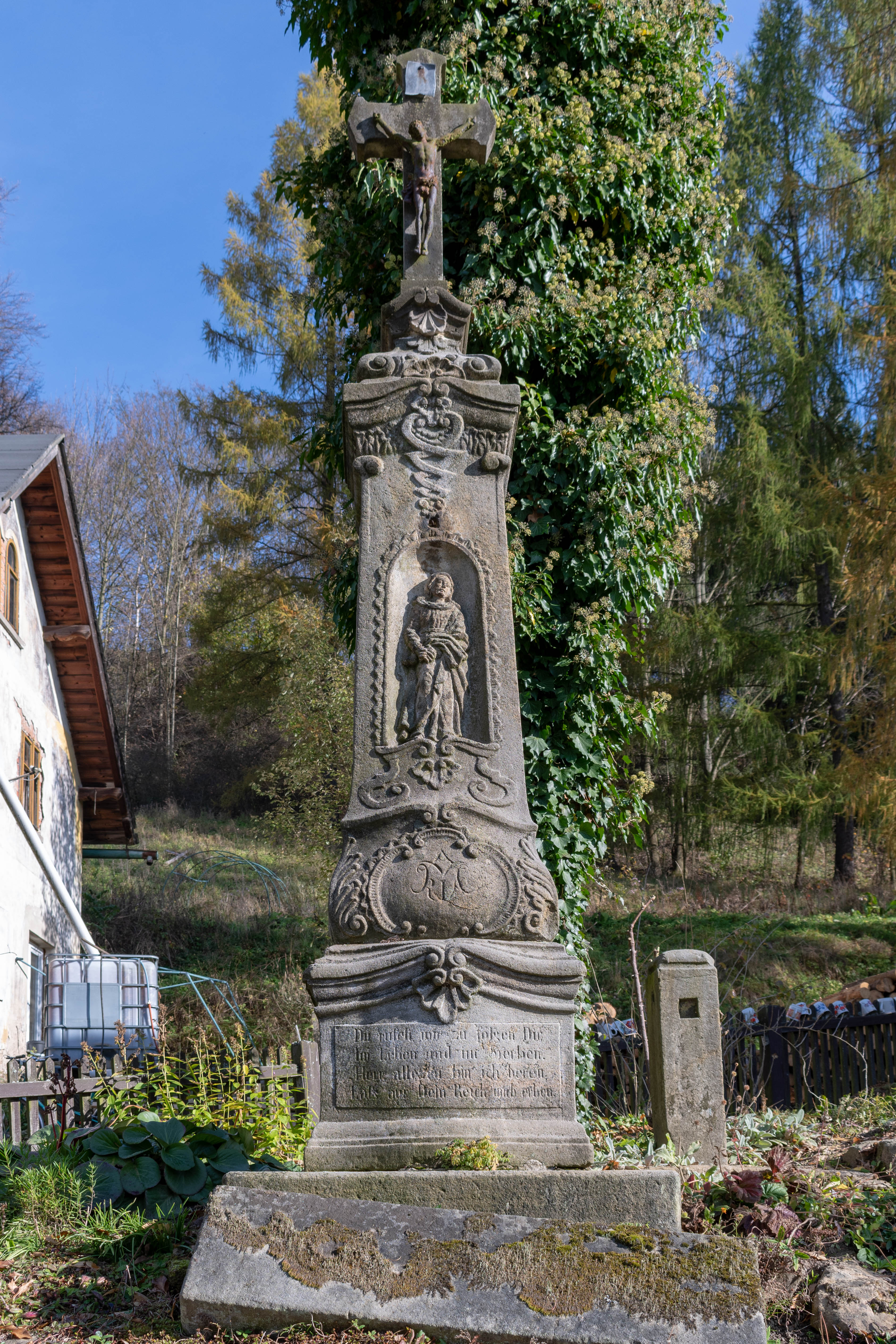
Kříž u domu č. p. 14
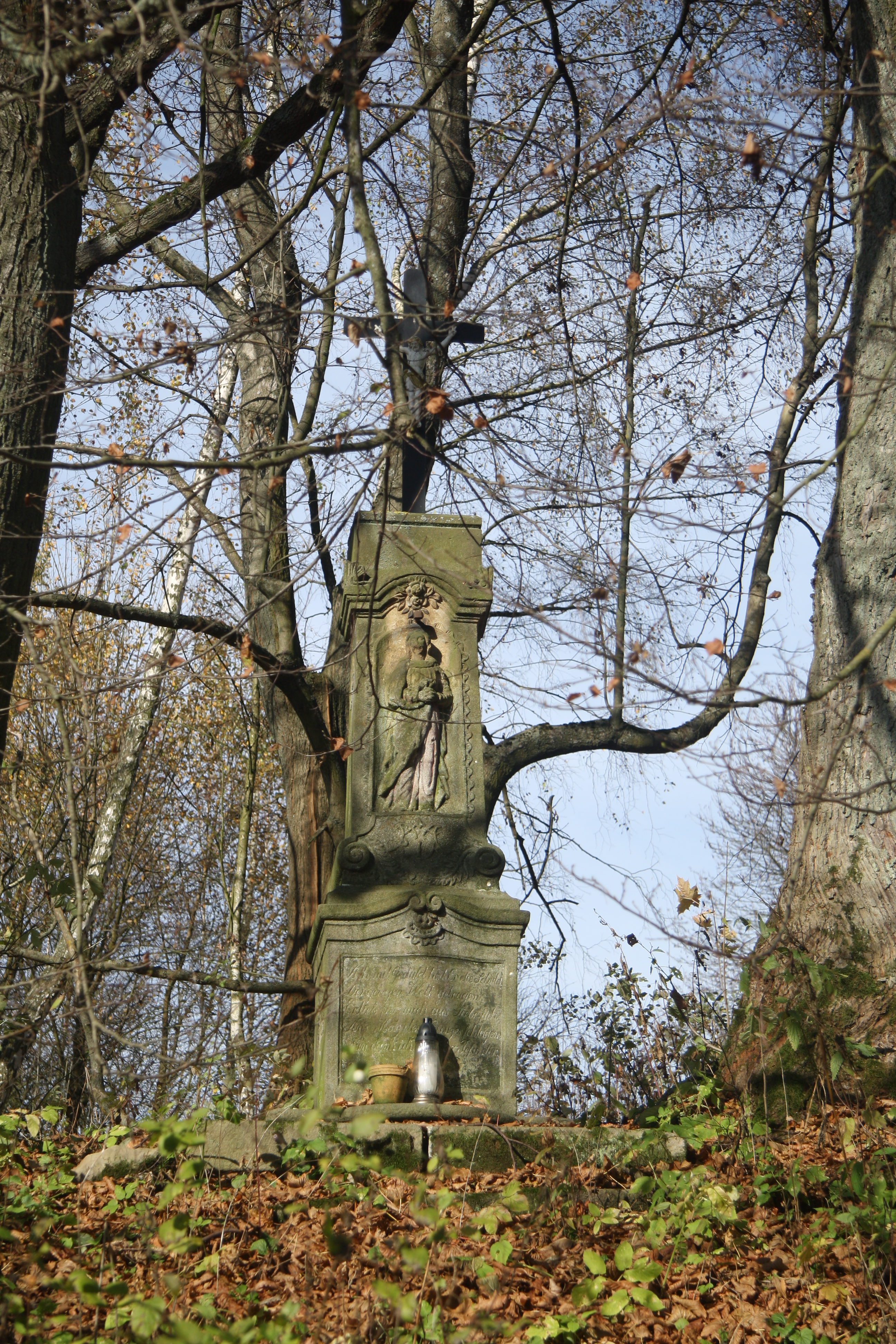
Kříž nedaleko domu č. p. 51
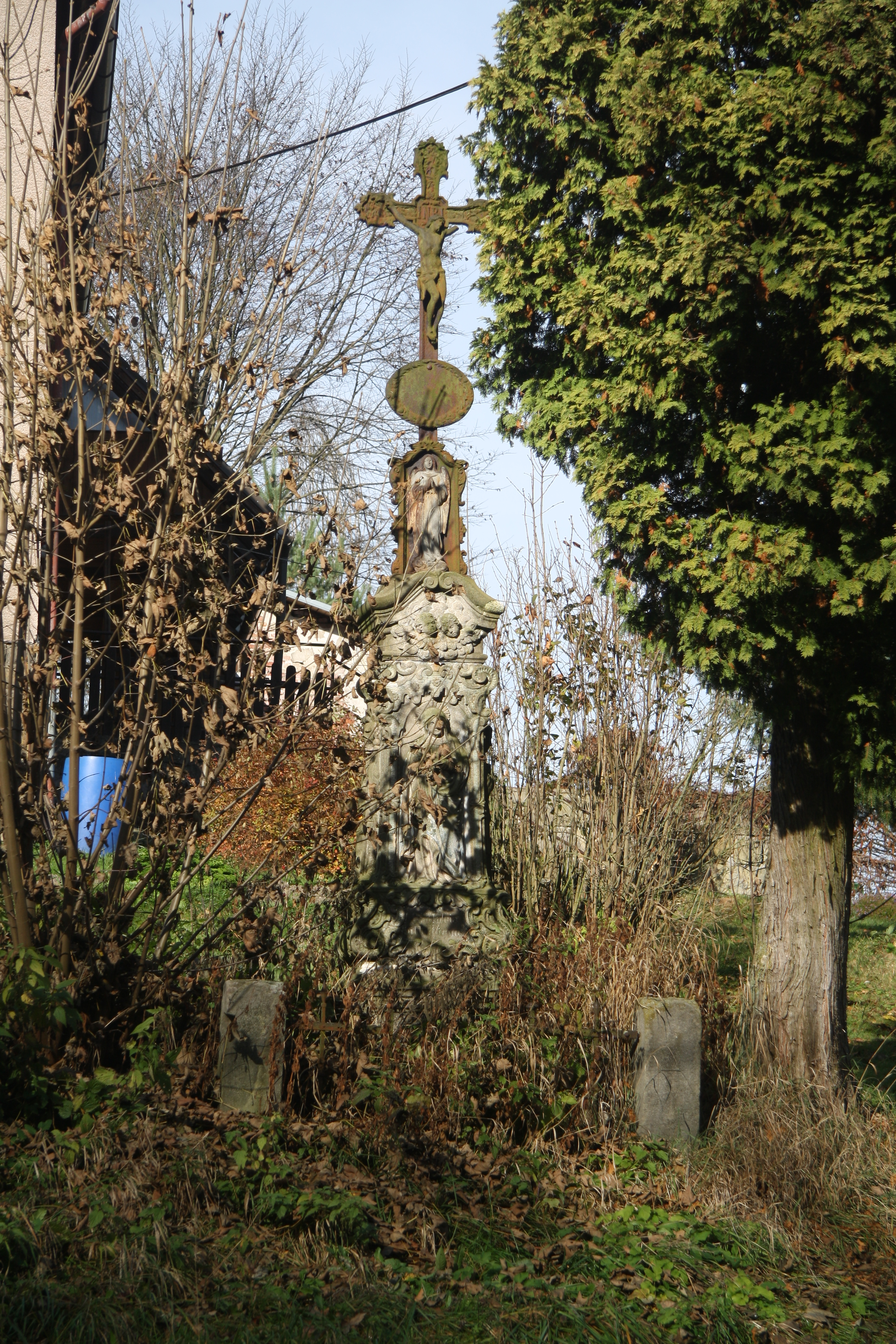
Křížek u domu č. p. 77